# Leptacanthichthys
Leptacanthichthys is een monotypisch geslacht van straalvinnige vissen uit de familie van armvinnigen (Oneirodidae). Het geslacht is voor het eerst wetenschappelijk beschreven in 1932 door Regan & Trewavas.

## Soort
- Leptacanthichthys gracilispinis (Regan, 1925)